# Доњи Броди
Доњи Броди (грч. Κάτω Βροντού, Като Вронду) је насељено место у општини Зрново у периферији Источна Македонија и Тракија, Грчка. Према попису из 2021. године било је 287 становника.
Према бугарском географу и историчару, Василу Канчову, у Доњем Бродију је 1900. године живело 800 Словена хришћана и 770 Турака (Словени муслимани). Током Другог балканског и Првог светског рата село је настрадало и део мештана је избегао, тако је после рата остало 1.102 житеља. Године 1923. муслиманско становништво је принудно исељено у Турску а 1924. године православно у Бугарску (749 особа). У селу је остао мали број словенских породица. На место исељених Словена насељено је 183 грчких избегличких породица, укупно 698 особа. На попису из 1928. године Доњи Броди је имао 825 становника. Избегло словенско становништво у Бугарској насељено је у местима околине Гоце Делчева, Пловдив, Кричим, Пазарџик и Софија.